# Amir Taaki
Amir Taaki (Londres, Inglaterra, 6 de febrero de 1988) es un desarrollador de videojuegos y software británico. Taaki es más conocido por ser uno de los desarrolladores del proyecto Bitcoin y por otros proyectos open source pioneros

## Biografía

### Primeros años
Amir Taaki nació el 6 de febrero de 1988 en Londres, siendo el mayor de los 3 hijos de madre escocesa y padre iraní.
Desde pequeño Taaki se interesó por la informática, y aprendió a programar de forma autodidacta. En el instituto, Taaki estuvo involucrado en un caso de hacking, lo que provocó su expulsión.

### Software libre
Después de un tiempo yendo a varias universidades británicas, Taaki aterrizó en el movimiento del software libre. Taaki ayudó en la creación de SDL Collide, una extensión de Simple DirectMedia Layer, una librería open source usada por desarrolladores de videojuegos.
En 2006, Taaki se involucró fuertemente en el desarrollo de Crystal Space bajo el pseudónimo de genjix. También desarrolló varios videojuegos usando software libre, como el juego de aventuras Crystal Core y el juego de carreras futuristas Ecksdee. Taaki también participó en el proyecto de Blender Yo Frankie!.
Taaki fue ponente en la Convención de Juegos en 2007 que tuvo lugar en Leipzig.

### Bitcoin
En 2009 y 2010, Taaki vivió como jugador profesional de póker. Por su experiencia en los juegos de azar por internet, le atrajo el proyecto Bitcoin. Fundó un servicio de cambio de Bitcoins en Reino Unido llamado "Britcoin", que en 2011 pasó a llamarse Intersango, de la que es presidente.
En abril de 2011, Taaki y Donald Norman fundaron una consultoría de Bitcoin, que se centraría en el desarrollo de proyectos relacionados con bitcoin.
Taaki creó la primera reimplementación completa del protocolo Bitcoin llamada libbitcoin, ha colaborado en el cliente de Bitcoin Electrum y creó otra serie de utilidades de línea de comandos relacionadas con Bitcoin y su red. Además, comenzó el proceso de estandarización de Bitcoin (Bitcoin. Improvement. Proposals.).

### Activismo
Taaki ha sido franco haciendo declaraciones a favor del activismo en Internet como el realizado por el grupo Anonymous, comparándolos a los actuales luchadores por la libertad. Como contribuidor desde hace varios años al movimiento del software libre, defiende la total libertad de datos.
Taaki se considera anarquista pero cree que la ideología no debe prevalecer ante evidencias y afirma que las creencias no deben ser un motivo de disputa cuando las ideas cambian continuamente debido a nuevos conocimientos e informaciones.
Ha escrito sobre Nuevo urbanismo, apoyando ciudades de alta densidad orientadas a los peatones. Taaki escribió que las ciudades deben ser distintas pero tener usos compartidos.
Taaki habla esperanto, idioma que promueve como idioma internacional auxiliar para conservar idiomas locales, y defiende que el esperanto sirve para romper las fronteras y ayudar a que fluyan los medios de comunicación entre distintas culturas.